# Stupnica (miasto Leskovac)
Stupnica (cyr. Ступница) – wieś w Serbii, w okręgu jablanickim, w mieście Leskovac. W 2011 roku liczyła 265 mieszkańców.